# Manuel G. Escalante
Manuel Gaspar Escalante (Posadas, 6 de enero de 1920 - La Plata, 2 de mayo de 1993) fue un hombre de ciencias, profesor universitario, y botánico argentino.
Entre otras, fue un experto en la familia de Rhamnaceae. Cumplidos sus estudios primarios se traslada a La Plata, cursando el bachillerato en el Colegio Nacional "José Hernández", de la UNLP.
En 1939 ingresa a la Facultad de Ciencias Naturales y Museo de la UNLP, donde se doctoró, en 1954, como doctor en Ciencias Naturales defendiendo su tesis "Las Rhamnáceas argentinas", supervisado por el Prof. Dr. Ángel Lulio Cabrera. Y conoció quien sería su esposa, la Dra. Frida C. Gaspar, quienes tuvieron a Liliana, Ana María (desaparecida joven), Marcelo.
En 1944 fue Ayudante Alumno de Botánica en la Facultad de Ciencias Naturales de la UNLP, y al año siguiente, Jefe de Trabajos Prácticos de la misma asignatura en la Facultad de Química y Farmacia (hoy Ciencias Exactas). Y siguió ascendiendo todas las jerarquías de la Cátedra hasta Profesor Titular con Dedicación Exclusiva de Botánica Farmacéutica, hasta jubilarse en 1980.
Entre sus antecedentes trabajó en el Ministerio de Agricultura y Ganadería de la Nación (Dirección de Estaciones Experimentales, Laboratorios de Investigación Agrícola, División Exploraciones e Introducción de Plantas, en el Instituto de Fitotecnia).

## Algunas publicaciones
- La abreviatura «Escal.» se emplea para indicar a Manuel G. Escalante como autoridad en la descripción y clasificación científica de los vegetales.[1]